# 28. září
28. září je 271. den roku podle gregoriánského kalendáře (272. v přestupném roce). Do konce roku zbývá 94 dní. Svátek slaví Václav a Václava.

## Události

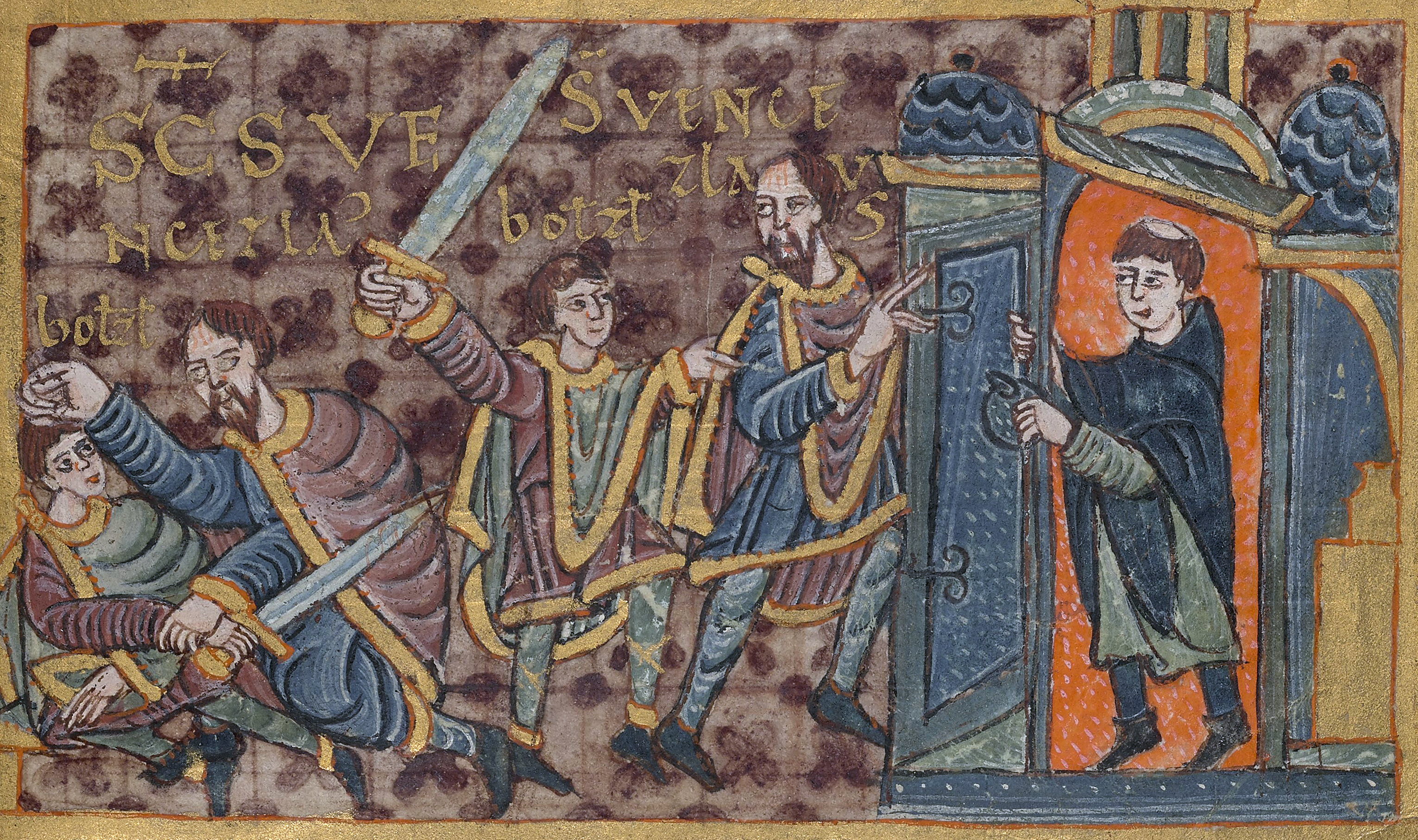
Vražda svatého Václava 935

### Česko
- 935 – (event. 929) Ve Staré Boleslavi byl zavražděn kníže Václav, pravděpodobně svým bratrem Boleslavem I. a jeho společníky
- 995 – vyvraždění Slavníkovců v Libici, přežil jen Vojtěch a Soběslav
- 1354 – Karel IV. se vydává do Říma na svou korunovaci
- 1411 – Zemřel pražský arcibiskup Zbyněk Zajíc z Hazmburka, jeho nástupcem se stal Albík z Uničova, osobní lékař krále Václava IV. Na arcibiskupský stolec usedl za pomoci Václava IV., ačkoliv neměl ani nižší kněžské svěcení.
- 1421 – do tohoto dne působila v Čechách nefunkční zemská vláda jmenovaná Čáslavským sněmem, složená z 8 zástupců měst, 2 táboritů, 5 rytířů a 5 pánů
- 1479 – Vladislava Jagellonského uznala za českého krále i katolická šlechta
- 1517 – V Praze začal český sněm, na kterém byla uzavřena svatováclavská smlouva, která ukončila období vypjatého soupeření mezi královskými městy a šlechtou
- 1906 – Otevřeno dostihové závodiště ve Velké Chuchli
- 1907 – Přes zákaz policie se v Praze konal Antimilitaristický sjezd české národně sociální mládeže.
- 1929
  - U příležitosti 1000. výročí smrti svatého Václava byla otevřena katedrála svatého Víta na Pražském hradě.
  - Korunovační klenoty byly poprvé vystaveny pro veřejnost.
  - Oslavy Svatováclavského milénia (v Praze, Staré Boleslavi, Olomouci), jichž se zúčastnil i pozdější papež Jan XXIII., také s aktivní účastí prezidenta Tomáše Garrigue Masaryka
- 1931 – Otevřena Zoologická zahrada v Praze.
- 1935 – Ze Zemského domu na Dominikánském náměstí se stalo sídlo radnice města Brna a budova dostala název Nová radnice.
- 1938 – Vypršelo Hitlerovo ultimátum Československu. ČSR byla připravena bojovat.
- 1941 – Reinhard Heydrich vyhlásil stanné právo a rozpoutal vlnu represí.
- 1949 – V Praze se začal budovat Letenský tunel, který spojí Švermův most s Letenskou plání.
- 1962 – Národní podnik Tatra vyrobil poslední (33 691.) kus legendárního těžkého nákladního automobilu Tatra 111.
- 1991 – Byla založena Ostravská univerzita v Ostravě.
- 2012 – Na prezidenta Václava Klause byl v Chrastavě spáchán „atentát“ plastovou (airsoftovou) pistolí.

### Svět
- 48 př. n. l. – Egyptský král Ptolemaios nechal zavraždit římského generála a politika Pompeia Velkého, jen co přistál v Egyptě
- 351 – V bitvě u Mursy císař Konstantin II. porazil císaře Magnentia
- 365 – Římský uzurpátor Procopius podplatil dvě římské legie, aby se dostal do Konstantinopole, kde se prohlásil římským císařem
- 1043 – Polabští Slované na loupežné výpravě utrpěli těžkou porážku na Lyrskovském vřesovišti (dán. Lyrskoghede, něm. Lürschauer Heide) v okolí šlesvické kupecké osady Haithabu od dánsko-norského krále  Magnuse I.
- 1066 – Vilém I. Dobyvatel vpadl do Anglie a 25. prosince byl korunován anglickým králem.
- 1106 – Anglický král Jindřich I. Anglický porazil bratra Roberta a spojil Anglii s Normandií
- 1322 – Spojené česko-bavorské vojsko rozdrtilo habsbursko-korutanská vojska v bitvě u Mühldorfu.
- 1362 – Guillaum de Grimoard byl zvolen jako 200. papež Urban V.
- 1939 – V Moskvě byla podepsána smlouva o hranicích a přátelství mezi Německem a SSSR.
- 1992 – Při havárii letu Pakistan International Airlines 268 zahynulo v Káthmándú 167 lidí.
- 1994 – V Baltském moři se potopil trajekt MS Estonia. Zemřelo 852 lidí.
- 1995 – Bob Denard provedl na Komorech státní převrat.
- 2000 – Vůdce izraelské opozice a předseda strany Likud Ariel Šaron se v doprovodu 2000 policistů vypravil v Jeruzalémě na Chrámovou horu, což mělo o den později za následek vypuknutí tzv. Druhé intifády, neboli Intifády al-Aksá.
- 2012 – Při havárii letu Sita Air 601 zahynulo v Nepálu 19 lidí.

## Narození

### Česko

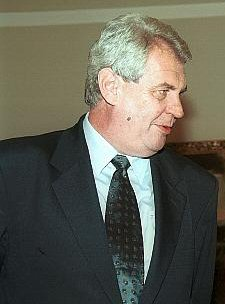
Miloš Zeman (* 1944)

- 1735 – Václav Fortunát Durych, filolog († 31. srpna 1802)
- 1746 – Jan Václav Stich, virtuos na lesní roh, houslista a skladatel († 16. února 1803)
- 1836 – Václav Nedoma, novinář († 11. března 1917)
- 1843 – Čeněk Šercl, lingvista a polyglot († 4. prosince 1906)
- 1872 – František Půža, lékař a historik († 2. března 1932)
- 1873 – Josef Pekárek, český sochař a medailér († 13. prosince 1930)
- 1875 – Artur Pavelka, československý politik († 14. března 1958)
- 1878 – Valérie Hachla-Myslivečková, designérka, šperkařka, malířka a grafička († 26. února 1968)
- 1882 – Antonín Dostálek, skladatel a klavírista († 9. srpna 1938)
- 1883 – Katy Kaclová-Vališová, česká herečka z období němého filmu († 15. dubna 1971)
- 1901 – Stanislav Broj, politik († 23. května 1950)
- 1907 – Rajmund Habřina, básník, novinář, spisovatel a překladatel († 2. dubna 1960)
- 1913 – Karel Jindřich Krušina, spisovatel
- 1917 – Václav Kašlík, dirigent, skladatel a režisér († 4. června 1989)
- 1919 – Fritz Weiss, jazzový trumpetista († 4. října 1944)
- 1922 – Václav Špidla, herec a režisér († 21. června 1979)
- 1924 – Otakar Brousek starší, herec († 14. března 2014)
- 1926 – Václav Halíř, český operní pěvec († 22. března 1999)
- 1930 – Václav Nývlt, scenárista († 16. srpna 1999)
- 1931 – Jan Libíček, herec († 24. května 1974)
- 1937 – Václav Bárta, režisér, dramatik, básník, scenárista, zpěvák a skladatel
- 1940 – Jindra Kramperová, česká krasobruslařka a klavíristka († 20. října 2024)
- 1944 – Miloš Zeman, politik, prezident České republiky
- 1948
  - Lilka Ročáková, česká zpěvačka pop music i operní pěvkyně-sopranistka
  - Václav Toušek, fotograf
- 1950 – Josef Tošovský, bankéř
- 1954 – Otto Liška, herec, dudák, stavitel dud
- 1958 – Pavel Besta, malíř
- 1964 – Martin Tlapa, ekonom
- 1967 – Zbyšek Pantůček, herec, dabér a hudebník
- 1969 – Ondřej Kepka, herec, režisér, scenárista a fotograf
- 1970 – Petr Halberstadt, herec
- 1974 – Jiří Unger, religionista
- 1984 – Martin Latka, fotbalista
- 1989 – Hana Kvášová, házenkářka
- 1995 – Štěpán Buchta (Baxtrix), youtuber a streamer

### Svět

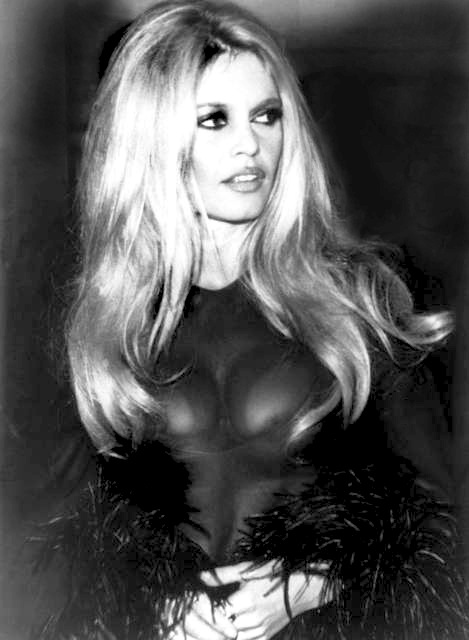
Brigitte Bardotová (* 1934)

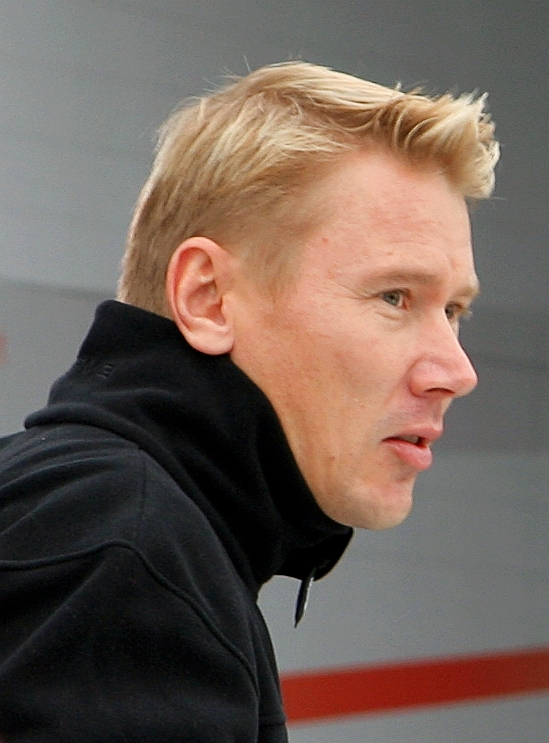
Mika Häkkinen (* 1968)

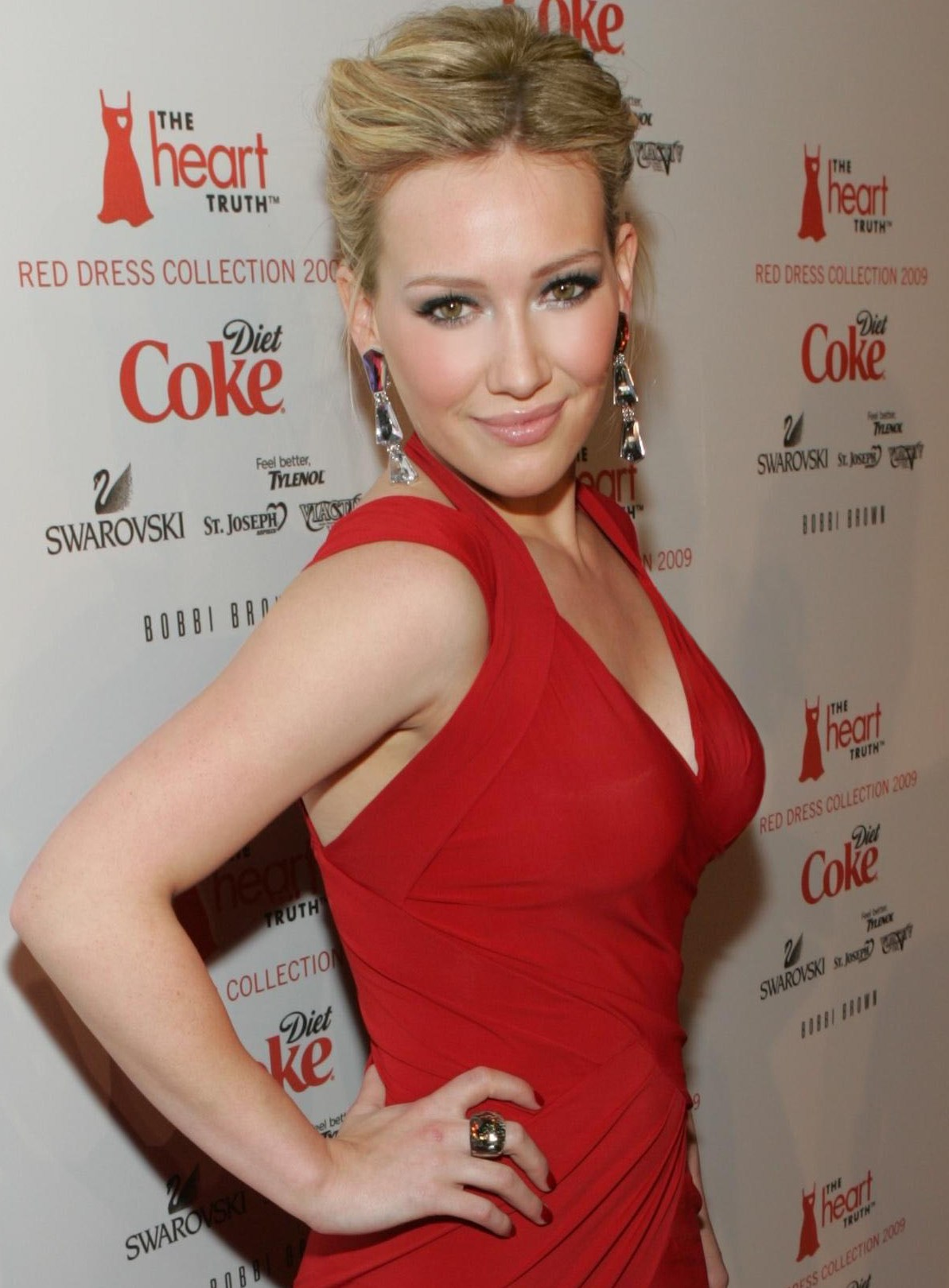
Hilary Duff (* 1987)

- 1555 – Henri de La Tour d'Auvergne de Turenne, francouzský šlechtic, maršál Francie († 25. března 1623)
- 1597 – Justus Sustermans, vlámský malíř († 23. dubna 1681)
- 1652 – Marek Antonín Canevalle, italský architekt († 15. února 1711)
- 1663 – Henry FitzRoy, první vévoda z Graftonu, nemanželský syn anglického krále Karla II. († 9. října 1690)
- 1681 – Johann Mattheson, německý hudební skladatel a hudební spisovatel († 17. dubna 1764)
- 1698 – Pierre Louis Maupertuis, francouzský filosof, matematik a přírodovědec († 1759)
- 1735 – Augustus Fitzroy, britský státník († 14. března 1811)
- 1746 – William Jones, anglický indolog († 27. dubna 1794)
- 1789 – Richard Bright, anglický lékař († 16. prosince 1858)
- 1803
  - Adrian Ludwig Richter, německý malíř († 19. června 1884)
  - Prosper Mérimée, francouzský spisovatel († 23. září 1870)
- 1823 – Alexandre Cabanel, francouzský malíř († 23. ledna 1889)
- 1831 – Fran Levstik, slovinský spisovatel, básník a žurnalista († 16. listopadu 1887)
- 1834 – Josef Stummer, předlitavský státní úředník a politik († 14. července 1903)
- 1841 – Georges Clemenceau, francouzský politik († 24. listopadu 1929)
- 1844 – Otto Wunder, německý fotograf († 1921)
- 1851 – Ivan Tavčar, slovinský spisovatel, právník a politik († 19. února 1923)
- 1852
  - Josiah Conder, britský architekt († 21. června 1920)
  - Henri Moissan, francouzský chemik, Nobelova cena za chemii († 20. února 1907)
- 1855 – Gustav Gaertner, rakouský patolog († 4. listopadu 1937)
- 1861 – Aristide Caradja, rumunský právník a entomolog († 29. května 1955)
- 1863 – Karel I. Portugalský, portugalský král († 1. února 1908)
- 1864 – Mizzi Kaspar, jedna z milenek rakouského korunního prince Rudolfa († 29. ledna 1907)
- 1865 – Amélie Orleánská, portugalská královna († 25. října 1951)
- 1869 – Robert Reininger, rakouský filozof († 17. června 1955)
- 1871 – Franz Grainer, bavorský dvorní fotograf († 1948)
- 1873 – Wacław Berent, polský spisovatel († 19. nebo 22. listopadu 1940)
- 1885 – Emil Väre, finský zápasník, olympijský vítěz († 31. ledna 1974)
- 1887 – Avery Brundage, americký atlet († 8. května 1975)
- 1894 – Thorleif Haug, norský klasický lyžař, trojnásobný olympijský vítěz 1924 († 12. prosince 1934)
- 1899 – Achille Campanile, italský spisovatel († 4. ledna 1977)
- 1900 – Boris Jefimov, sovětský karikaturista († 1. října 2008)
- 1901 – Ed Sullivan, americký televizní moderátor († 13. října 1974)
- 1905 – Max Schmeling, německý boxer († 2. února 2005)
- 1913
  - Ellis Petersová, anglická spisovatelka († 14. října 1995)
  - Alice Marbleová, americká tenistka († 13. prosince 1990)
- 1916
  - Peter Finch, australský herec († 14. ledna 1977)
  - Olga Vasiljevna Lepešinská, sovětská tanečnice a taneční pedagožka († 20. prosince 2008)
- 1917 – Semjon Kuzmič Cvigun, sovětský armádní generál, spisovatel a scenárista († 19. ledna 1982)
- 1919 – Gustáv Papp, slovenský tenorista († 7. října 1997)
- 1923 – Tuli Kupferberg, americký básník a hudebník († 12. července 2010)
- 1924
  - Mirko Nešpor, slovenský vysokoškolák, antifašista († 17. prosince 1944)
  - Marcello Mastroianni, italský herec († 19. prosince 1996)
- 1925 – Seymour Cray, americký architekt superpočítačů († 5. října 1996)
- 1928 – Koko Taylor, americká bluesová zpěvačka († 3. června 2009)
- 1929 – Dmytro Pavlyčko, ukrajinský básník, překladatel, občansko-politický aktivista († 29. ledna 2023)
- 1930 – Immanuel Wallerstein, americký sociolog († 31. srpna 2019)
- 1932 – Víctor Jara, chilský básník, zpěvák a hudební skladatel († 16. září 1973)
- 1933 – Johnny Mathis, americký countryový zpěvák a skladatel († 27. září 2011)
- 1934 – Brigitte Bardotová, francouzská herečka
- 1936 – Emmett Chapman, americký kytarista, vynálezce Chapman Stick († 1. listopadu 2021)
- 1937
  - Rod Roddy, americký herec († 27. října 2003)
  - Robert Schul, americký olympijský vítěz v běhu na 5000 metrů († 16. června 2024)
- 1938
  - Ben E. King, americký zpěvák († 30. dubna 2015)
  - Ray Warleigh, australský saxofonista a flétnista († 21. září 2015)
- 1940 – Alexandr Ivančenkov, sovětský konstruktér a kosmonaut
- 1941
  - David Kellogg Lewis, americký filozof († 14. října 2001)
  - Edmund Stoiber, německý politik
- 1942 – Pierre Clémenti, francouzský herec a režisér († 27. prosince 1999)
- 1947
  - Šajch Hasína Vadžídová, premiérka Bangladéše
  - Bob Carr, premiér Nového Jižního Walesu
- 1948
  - Július Haas, slovenský hokejista, československý reprezentant
  - Danny Weis, americký rockový kytarista
- 1950 – Paul Burgess, anglický rockový bubeník
- 1951 – Silvia Dionisiová, italská herečka a modelka
- 1952 – Sylvia Kristel, nizozemská herečka, zpěvačka a modelka († 17. října 2012)
- 1954 – Margot Wallströmová, švédská a evropská politička
- 1958 – François Biltgen, lucemburský politik
- 1959
  - Edith Bliss, australská zpěvačka a televizní moderátorka († 3. května 2012)
  - Norbert Blacha, polský klavírista, hudební skladatel a pedagog († 3. února 2012)
  - Michael Scott, irský spisovatel
- 1961 – Jordanka Donkovová, bývalá bulharská běžkyně na 100 metrů překážek
- 1962 – Grant Fuhr, kanadský hokejový brankář
- 1963 – Susan Walters, americká herečka
- 1965 – Jaroslav Timko, slovenský fotbalista
- 1966 – Maria Canals Barrera, americká herečka a zpěvačka
- 1967
  - Moon Unit Zappa, americká herečka a zpěvačka
  - Mira Sorvino, americká herečka
- 1968
  - Naomi Watts, australská herečka
  - Mika Häkkinen, finský automobilový závodník
- 1970 – Kimiko Dateová, japonská tenistka
- 1972 – Werner Schlager, rakouský stolní tenista
- 1979
  - Bam Margera, americký skateboardista
  - Rogério Márcio Botelho Gaúcho, brazilský fotbalista
- 1981 – Ante Aračić, chorvatský fotbalista
- 1982
  - St. Vincent, americká zpěvačka a kytaristka
  - Abhinav Bindra, indický sportovní střelec
- 1984 – Melody Thorntonová, americká R&B zpěvačka, textařka, tanečnice a modelka, bývalá členka Pussycat Dolls
- 1987 – Hilary Duff, americká zpěvačka a herečka
- 1988 – Marin Čilić, chorvatský tenista
- 1992 – Skye McCole Bartusiak, americká herečka († 19. července 2014)
- 1998 – Darja Kanová, ruská sportovní lezkyně
- 2002 – Mykolas Alekna, litevský atlet (hod diskem)

## Úmrtí

### Česko

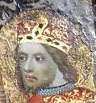
Svatý Václav († 935)

- 0935 – Svatý Václav, český kníže (* 907)
- 1322 – Plichta ze Žerotína, rytíř (* 14. prosince 1291)
- 1330 – Eliška Přemyslovna, česká královna (* 20. ledna 1292)
- 1410 – Jan Sokol z Lamberka, vojevůdce (* kolem 1355)
- 1411 – Zbyněk Zajíc z Hazmburka, pražský arcibiskup (* 1376)
- 1622 – Rudolf Žejdlic ze Šenfeldu, šlechtic (* 1590)
- 1865 – Adolf Maria Pinkas, politik (* 27. ledna 1800)
- 1897 – Antonín Lewý, malíř (* 29. března 1845)
- 1932 – Emil Orlik, malíř (* 21. července 1870)
- 1939 – Antonín Žáček, novinář a překladatel (* 15. listopadu 1880)
- 1940 – Bedřich Mendl, historik (* 29. srpna 1892)
- 1941
  - Hugo Vojta, generál (* 11. dubna 1885)
  - Josef Bílý, generál (* 30. června 1872)
- 1944 – Jaroslav Aster, československý politik (* 7. září 1877)
- 1946 – Josef Friml, autor mechanismu Třebechovického betlému (* 16. listopadu 1861)
- 1962 – Miloš Navrátil, malíř, básník, spisovatel a tiskař (* 14. ledna 1900)
- 1965 – František Myslivec, malíř (* 30. prosince 1890)
- 1971 – Bohuslav Reynek, básník (* 31. května 1892)
- 1974 – Milada Želenská, česká divadelní a filmová herečka (* 16. ledna 1897)
- 1976 – Miloš Sokola, houslista a hudební skladatel (* 18. dubna 1913)
- 1978 – Lola Skrbková, herečka a režisérka (* 16. února 1902)
- 1980 – Čeněk Dobiáš, malíř (* 1. června 1919)
- 1983 – Arnošt Vaněček, překladatel a spisovatel (* 10. srpna 1900)
- 2001 – Josef Václav Scheybal, malíř, grafik, ilustrátor, historik umění a etnograf (* 31. prosince 1928)
- 2006 – Viktor Kalabis, hudební skladatel (* 27. února 1923)
- 2008 – Adolf Branald, spisovatel (* 4. října 1910)
- 2010 – Jaroslav Štika, valašský národopisec, sběratel lidové kultury (* 1. dubna 1931)
- 2011 – Stanislav Staněk, akademický malíř (* 12. srpna 1927)
- 2014
  - Petr Skoumal, skladatel (* 7. března 1938)
  - Lubomír Havlák, operní zpěvák (* 27. prosince 1921)
- 2015 – Miroslav Hajn, tanečník a taneční pedagog (* 10. května 1960)

### Svět

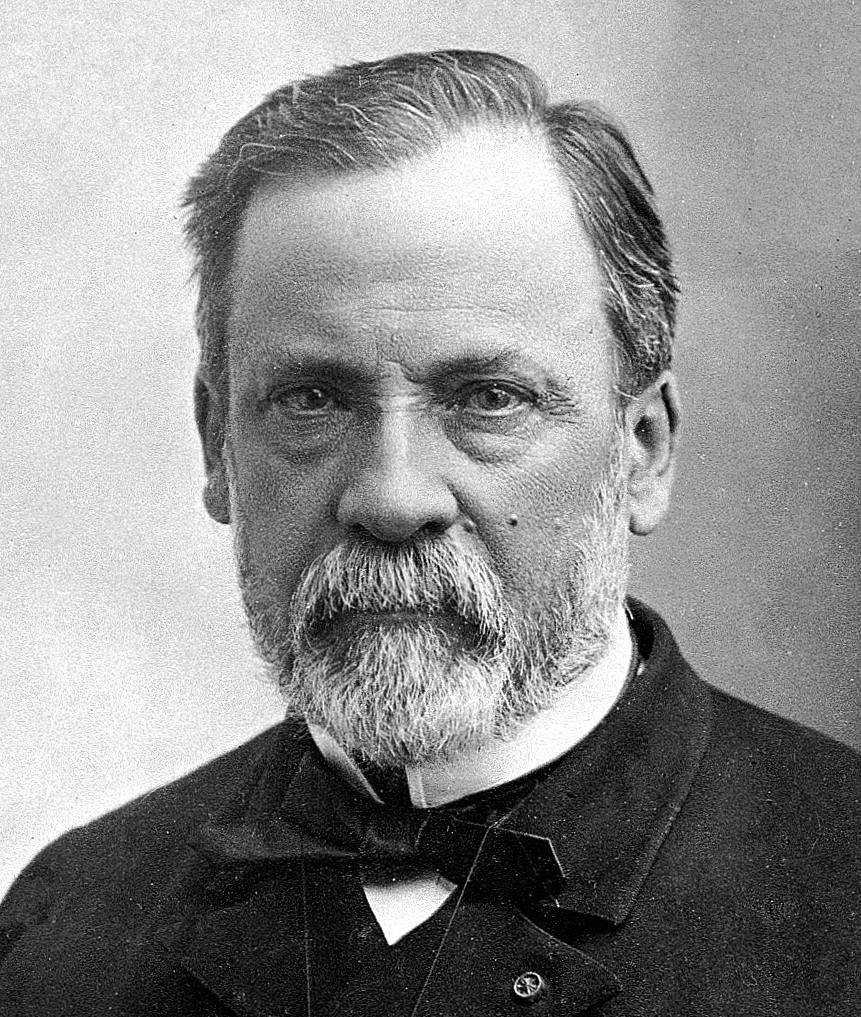
Louis Pasteur († 1895)

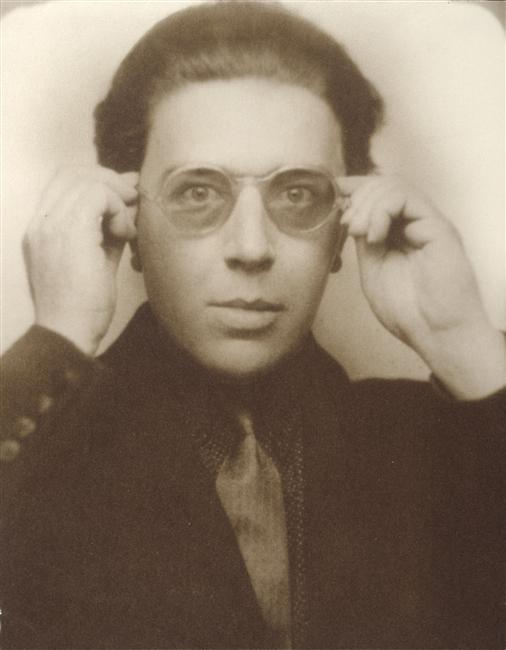
André Breton († 1966)

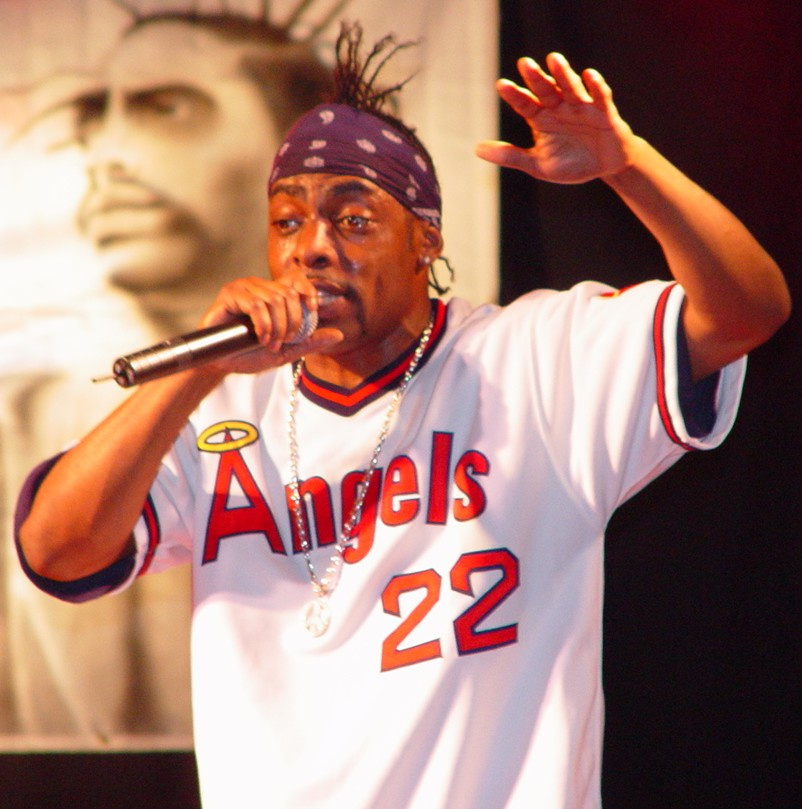
Coolio († 2022)

- 0029 – Livia Drusilla, žena císaře Augusta (* 30. ledna 58 př. n. l.)
- 1088 – Heřman Lucemburský, vzdorocísař Svaté říše římské (* asi 1035)
- 1105 – Šimon Sicilský, sicilský hrabě z normanské dynastie Hautevillů (* 1093)
- 1193 – Robert ze Sablé, velmistr templářů (* ?)
- 1197 – Jindřich VI. Štaufský, císař Svaté říše římské (* listopad 1165)
- 1213 – Gertruda Meranská, uherská královna (* 1185)
- 1429 – Cimburgis Mazovská, rakouská vévodkyně (* 1394?)
- 1678 – Maurizio Cazzati, italský hudební skladatel (* 1. března 1616)
- 1743 – Michail Grigorievič Zemcov ruský barokní architekt (* 1688)
- 1747 – Filip Ludvík ze Sinzendorfu, biskup v Rábu a kníže-biskup Vratislavi (* 14. července 1699)
- 1825 – Barbara Krafft, rakouská malířka (* 1. dubna 1764)
- 1829 – Nikolaj Rajevskij, ruský generál a státník (* 25. září 1771)
- 1859 – Carl Ritter, německý geograf (* 7. srpna 1779)
- 1860 – Miloš Obrenović I., srbský kníže (* 18. března 1780)
- 1873 – Émile Gaboriau, francouzský spisovatel (* 9. listopadu 1835)
- 1876 – Karl Ernst von Baer, estonský lékař (* 29. února 1792)
- 1891 – Herman Melville, americký spisovatel a básník (* 1. srpna 1819)
- 1895 – Louis Pasteur, francouzský přírodovědec (* 27. prosince 1822)
- 1899
  - Giovanni Segantini, italský malíř (* 15. ledna 1858)
  - Eugène Noël, francouzský spisovatel (* 4. září 1816)
- 1903 – Jesús de Monasterio, španělský houslista a hudební skladatel (* 21. března 1836)
- 1907 – Fridrich I. Bádenský, bádenský velkovévoda (* 9. září 1826)
- 1918 – Georg Simmel, německý sociolog (* 1. března 1858)
- 1921 – Pauline Metternichová, rakouská hudební mecenáška (* 25. února 1836)
- 1923 – Ferdinand Hanusch, ministr rakouských vlád a autor sociální reformy (* 9. listopadu 1866)
- 1943 – Sam Ruben, americký biochemik (* 5. listopadu 1913)
- 1944 – Petr Ginz, dětský malíř z Terezínského ghetta (* 1. února 1928)
- 1947 – Elsa von Gutmann, kněžna z Lichtenštejna (* 6. ledna 1875)
- 1953 – Edwin Hubble, americký astronom (* 20. listopadu 1889)
- 1956 – William Boeing, americký letecký průkopník (* 1. října 1881)
- 1959 – Rudolf Caracciola, německý automobilový závodník (* 30. ledna 1901)
- 1962 – Knud Kristensen, premiér Dánska (* 26. října 1880)
- 1963 – Rosa Raisa, americká sopranistka (* 30. května 1893)
- 1966
  - Lucky Millinder, americký dirigent swingového orchestru (* 8. srpna 1910)
  - André Breton, francouzský básník (* 19. února 1896)
- 1968 – Norman Brookes, australský tenista (* 14. listopadu 1877)
- 1969 – Kimon Georgiev, bulharský předseda vlády (* 11. srpna 1882)
- 1970
  - John Dos Passos, americký spisovatel (* 14. ledna 1896)
  - Gamál Násir, egyptský prezident (* 15. ledna 1918)
- 1972 – Władysław Langner, polský generál (* 18. června 1896)
- 1978
  - August Sabbe, estonský voják a lesní bratr (* 1. září 1909)
  - Jan Pavel I., papež (* 17. října 1912)
- 1979 – Lothar Wolleh, německý fotograf (* 20. ledna 1930)
- 1981 – Jakov Fedotovič Pavlov, sovětský voják (* 17. října 1917)
- 1985 – André Kertész, fotograf maďarského původu (* 2. července 1894)
- 1989 – Ferdinand Marcos, prezident Filipínské republiky (* 11. září 1917)
- 1991 – Miles Davis, americký jazzový trumpetista, skladatel a kapelník (* 26. května 1926)
- 1997 – Ho Feng Shan, čínský diplomat, zachránce Židů (* 10. září 1901)
- 1999 – Marilyn Silverstone, americká fotožurnalistka a buddhistická mniška (* 9. března 1929)
- 2000 – Pierre Trudeau, kanadský premiér (* 18. října 1919)
- 2003
  - Althea Gibsonová, americká tenistka (* 25. srpna 1927)
  - Elia Kazan, americký režisér (* 7. září 1909)
- 2006 – Virgil Ierunca, rumunský exilový publicista a literární vědec (* 16. srpna 1920)
- 2007 – Adam Kozłowiecki, polský arcibiskup a kardinál (* 1. dubna 1911)
- 2008 – Anatolij Alexejevič Karacuba, ruský matematik (* 31. ledna 1937)
- 2010
  - Jisra'el Dostrovsky, fyzikální chemik, předseda izraelské Komise pro atomovou energii (* 29. listopadu 1918)
  - Arthur Penn, americký filmový režisér (* 27. září 1922)
- 2012 – Michael O'Hare, americký herec (* 6. května 1952)
- 2013 – Odlanier Mena, chilský generál a šéf tajné služby Augusto Pinocheta (* 2. dubna 1926)
- 2014 – Dannie Abse, velšský básník (* 22. září 1923)
- 2016 – Šimon Peres, izraelský politik, bývalý premiér a prezident Izraele a nositel Nobelovy ceny za mír (* 2. srpna 1923)
- 2022 – Coolio, americký rapper a herec (* 1. srpna 1963)
- 2024 – Kris Kristofferson, americký country zpěvák a herec (* 22. června 1936)

## Svátky

### Česko
- Státní svátek: Den české státnosti
- Václav, Václava
- Venuše

### Svět
- Mezinárodní den boje proti vzteklině
- Mezinárodní den pro všeobecný přístup k informacím
- Kalifornie Cabrillo Day
- Guinea: Den referenda
- Libye: Shawwal 14
- Tchaj-wan: Konfuciovy narozeniny
- USA: Native American Day (je-li pátek)

## Pranostiky

### Česko
- Svatováclavské časy přinesou pěkné počasí.
- Svatý Václav Čechům přeje, neprší-li na něj,
dobře se za rok seje a ještě více ve stodole děje.
- Na svatého Václava pěkný den, přijde pohodlný podzimek.
- Svatý Václav v slunci září, sklizeň řípy se vydaří.
- Svatý Václav víno chrání, po něm bude vinobraní.
- Na Václava českého bývá vína nového.
- Na svatého Václava bývá bláta záplava.
- Je-li na svatého Václava bouřka, bývá dlouho teplo.
- Je-li bouřka na Václava dlouho teplo zvěstovává.
- Přijde Václav – kamna připrav!
- Kolik mrazů do svatého Jiří, tolik do svatého Václava.
- Kolik mrazů před svatým Václavem,
tolik na budoucí rok po Filipu a Jakubu býti má.
- Jaké mrazy před svatým Václavem, takové před svatodušními svátky.
- Na svatého Václava každá pláňka dozrává.
- Svatý Václav praví: „Pusťte krávy do otavy!“
- Svatý Václav tady – sklízí hady.
- Svatý Václav zavírá zem.
- Na svatého Václava jedna zima přestává a druhá už nastává (humorná pranostika Karla Čapka — Zahradníkův březen)

| 28. září v pražském KlementinuÚdaje jsou platné k 8. 7. 2025. | 28. září v pražském KlementinuÚdaje jsou platné k 8. 7. 2025. | 28. září v pražském KlementinuÚdaje jsou platné k 8. 7. 2025. |
| minimum                                                       | denní průměr                                                  | maximum                                                       |
| ------------------------------------------------------------- | ------------------------------------------------------------- | ------------------------------------------------------------- |
| 2,1 °C (1939)                                                 | 13,2 °C (od 1961)                                             | 26,3 °C (1874)                                                |